# Theodor Binna
Theodor Binna (* 29. September 1956 in Bad Aussee, Steiermark) ist ein österreichischer Politiker (SPÖ).

## Leben
Nach Besuch der Volks- und Hauptschule erlernte Theodor Binna ab 1971 zunächst den Lehrberuf des Einzelhandelskaufmanns. Von 1976 bis 1982 arbeitete er als Bürokraft, ehe er 1982 Aufnahme in den Staatsdienst fand und seit diesem Zeitpunkt Bediensteter bei der Österreichischen Bundesbahn (ÖBB) ist.

## Politik
Seine politische Karriere begann 1996, als er in den Gemeinderat von Bad Aussee einzog. Hier wurde er zum Fraktionsvorsitzenden seiner Partei gewählt.
Im November 2000 wurde er in Wien als Mitglied des Bundesrats vereidigt. In der Länderkammer vertrat Binna bis Oktober 2005 die Interessen der Steiermark.